# Bion (organique)
Pour les articles homonymes, voir Bion.

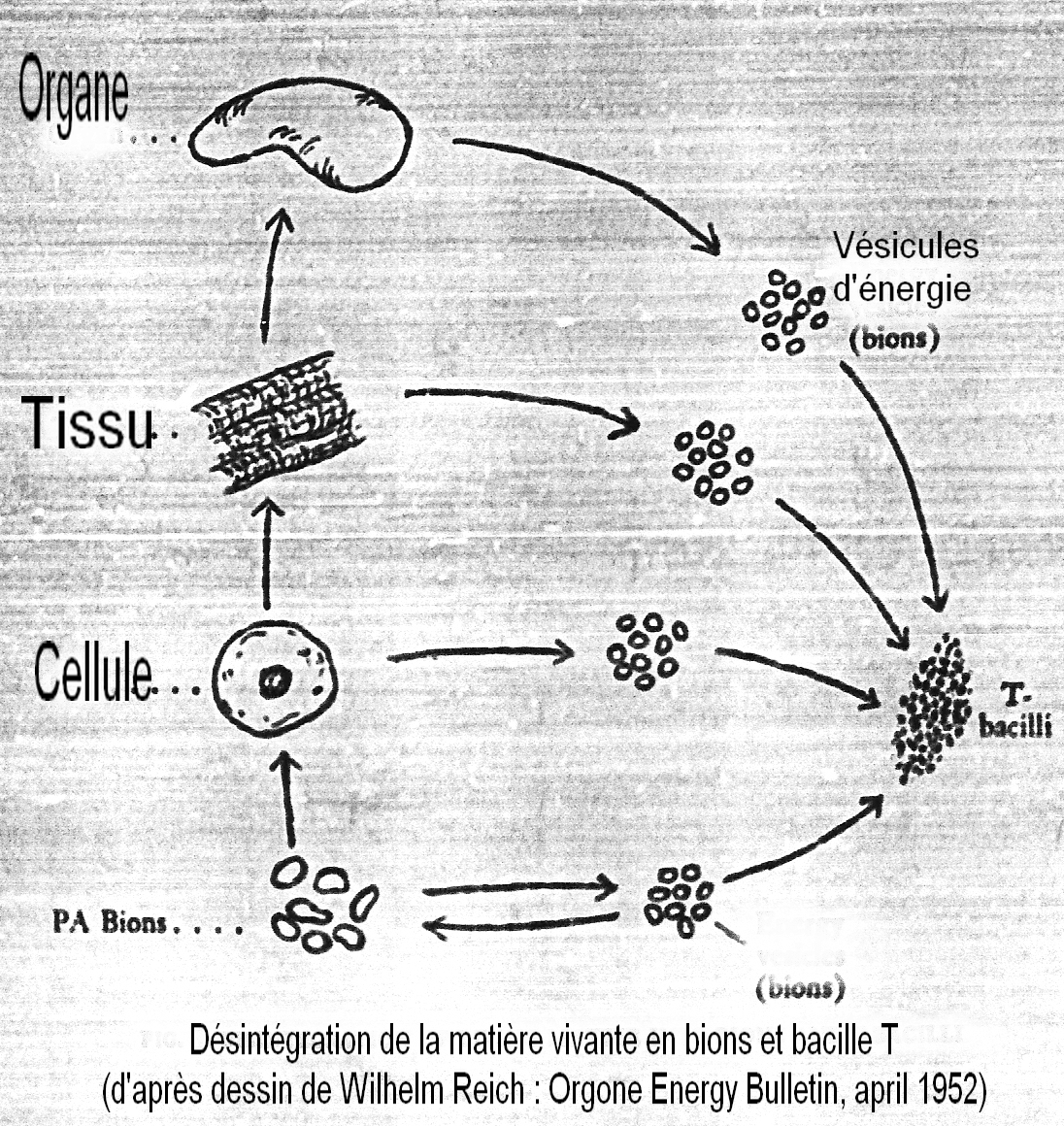
Désintégration de la matière vivante en bions et bacille T.

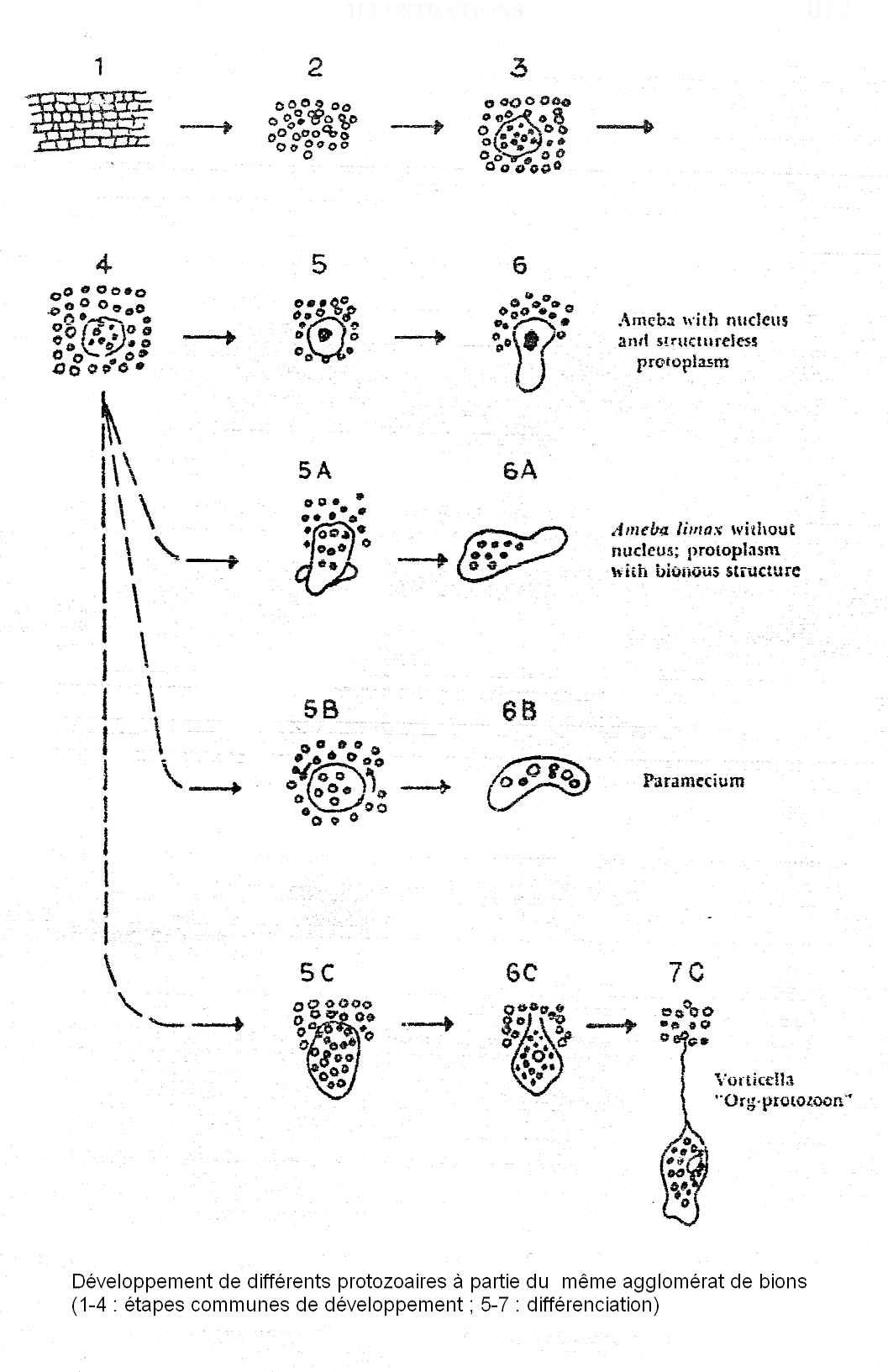
Développement de différents protozoaires à partir d'un même agglomérat membraneux de bions T.

Selon Wilhelm Reich, les bions seraient des « vésicules » d'« énergie » représentant des stades intermédiaires entre la substance minérale et la substance vivante. Selon cet auteur, ils se formeraient continuellement dans la nature par un processus de désintégration de la matière organique et inorganique, processus que cet auteur prétend avoir reproduit expérimentalement. Ils seraient chargés d'un concept appelé « orgone » et se transformeraient, toujours selon cet auteur, dans leur développement en protozoaires et en bactéries ou en bacilles T.
La biologie ne retient pas cette hypothèse : c'est une pseudo-science.